# Hanhals IF

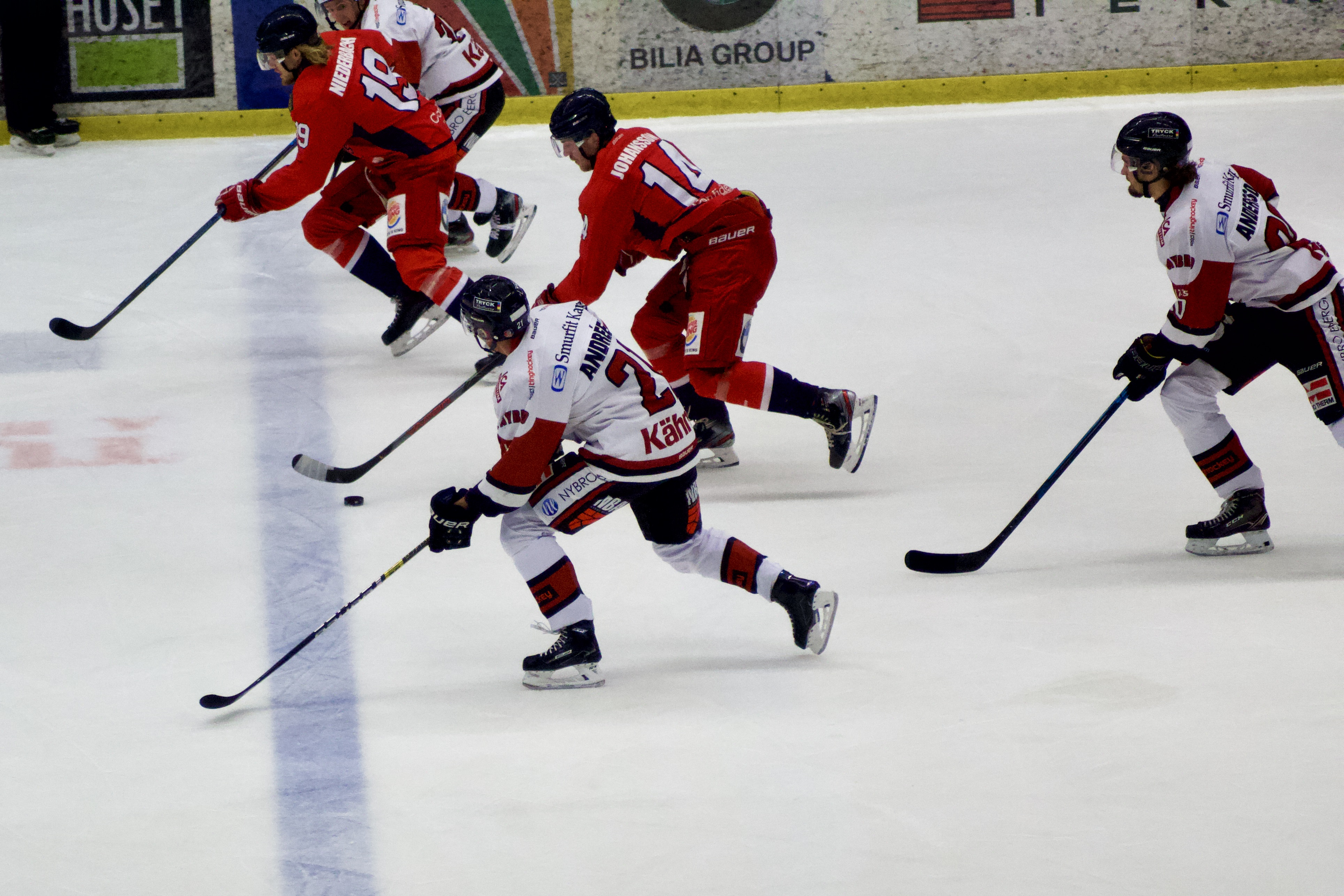
Spelare nr 19 Ludwig Niederbach och nr 14. Fredrik Johansson går till anfall i match Hanhals IF–Nybro Vikings i Kungsbacka ishall 17 november 2019

Hanhals IF, även Hanhals Kings, är en ishockeyförening från Kungsbacka som bildades 1998 efter att klubben drog sig ur ett tvåårigt samarbete som fanns med Kungsbacka HC under namnet Hanhals/Kungsbacka IF. Herrarnas A-lag spelar i Hockeytvåan sedan säsongen 2022/2023. Föreningen spelar sina hemmamatcher i Kungsbacka Ishall
Föregångaren Hanhals HF bildades 1988, efter att hockeysektionen i Hanhals BK (1949) dragit sig ur och bildat en egen förening.
Under en period hade Hanhals ett damlag som tog sig upp och spelade i Riksserien 2009/2010. Där slutade laget sjua och lyckades sedan hålla sig kvar i högsta serien genom kval. Man valde emellertid att lägga ner laget följande säsong.

## Senaste säsonger i Hockeyettan
| Säsong    | Division            | Placering | Vårserie             | Kval/Playoff                                                                         |
| --------- | ------------------- | --------- | -------------------- | ------------------------------------------------------------------------------------ |
| 2015/2016 | Hockeytvåan Södra A | 1         | 2:a i Alltvåan       | Besegrar Jonstorps IF i playoff; 2:a Kvalserien till Hockeyettan Södra, uppflyttade. |
| 2016/2017 | Hockeyettan Södra   | 10        | 4:a i vårserien      |                                                                                      |
| 2017/2018 | Hockeyettan Södra   | 8         | 4:a i vårserien      |                                                                                      |
| 2018/2019 | Hockeyettan Södra   | 5         | 9:a i Allettan Södra | Utslagna av Troja i playoff                                                          |
| 2019/2020 | Hockeyettan Södra   | 11        | 5:a i Vårettan       |                                                                                      |
| 2020/2021 | Hockeyettan Södra   | 10        | 3:a i Vårettan       |                                                                                      |
| 2021/2022 | Hockeyettan Södra   | 10        | 8:a i Vårettan       | 3:a i kvalserien, nerflyttade                                                        |

## Kända spelare som spelat i klubben
- Leif "Honken" Holmqvist, landslagsspelare, som var aktiv i bland annat AIK och Detroit Red Wings.
- Nils "Nicke" Johansson, landslagsspelare, som var aktiv i bland annat Modo Hockey och tränare för föreningen i många år.
- Thomas Kärrbrand, egen produkt, landslagsspelare, som aktiv i Västra Frölunda, J-VM-silver och JVM-brons 1978 och 1979.
- Patrik "Putte" Aronsson, egen produkt, som var aktiv i bland annat Västra Frölunda HC, Leksand, SaiPa och VEU Feldkirch där han också blev europamästare.
- Jonas Esbjörs, tidigare assisterande kapten i Frölunda HC. Har också spelat i HV71 och Ässät.
- Mikael Sandberg, landslagsspelare, egen produkt som spelat i Frölunda HC och Linköpings HC. Vann även SM-Guld med Frölunda HC säsongen 2004/2005.
- Johan Witehall, spelat i Frölunda HC och Leksands IF. Även i NHL i New York Rangers och Montreal Canadiens.
- Richard Demén-Willaume, egen produkt som spelat i Rögle BK samt i Frölunda HC och var Colorado Avalanche 5:e val i draften 2004.
- Niklas Wikegård, tränade bl.a. Malmö IF och Djurgården Hockey i Elitserien. Spelade även i Elitserien med Brynäs IF. Är idag expertkommentator på TV.
- Christian Lechtaler, spelade en kortare sejour i Frölunda HC. Han har även representerat IF Björklöven och Hammarby Hockey. Är numera assisterande tränare i Frölunda HC
- Christian Folin, egen produkt. Spelar för Frölunda HC.